# Muscarine
Muscarine of L-(+)-muscarine is een secundaire plantenstof, die in sommige paddenstoelen in het bijzonder in soorten van de geslachten Inocybe (vezelkoppen) en Clitocybe (trechterzwammen) voorkomt. Ook komt het, zij het in geringe hoeveelheden, voor in de vliegenzwam, waaruit het voor het eerst in 1869 geïsoleerd werd. Binnen 15 tot 30 minuten tot uiterlijk 2 uur na het eten van de muscarine bevattende paddenstoelen treden de vergiftigingsverschijnselen op.
Het was het eerst bestudeerde parasympathicomimeticum en werkt op het perifere parasympathische zenuwstelsel hetgeen kan resulteren in hevig zweten, speeksel- en tranenvloed, maag- en darmstoornissen, verlaagde bloeddruk, astmatische verschijnselen, stuiptrekkingen, verlamming van de ademhaling, vernauwing van de oogpupillen en soms de dood. Muscarine werkt in de synapsen van de muscarinerge acetylcholinereceptoren net zoals acetylcholine en wordt door het acetylcholinesterase niet afgebroken.
Muscarine heeft geen invloed op het centraal zenuwstelsel, omdat het door het positief geladen stikstofatoom niet door de bloed-hersenbarrière heen kan.
Een middel dat de effecten tegengaat is atropine.